# Exomalopsis aequabilis
Exomalopsis aequabilis là một loài Hymenoptera trong họ Apidae. Loài này được Timberlake mô tả khoa học năm 1980.